# Japans Grand Prix 1999
Japans Grand Prix 1999 var det sista av 16 lopp ingående i formel 1-VM 1999.

## Resultat
1. Mika Häkkinen, McLaren-Mercedes, 10 poäng
2. Michael Schumacher, Ferrari, 6
3. Eddie Irvine, Ferrari, 4
4. Heinz-Harald Frentzen, Jordan-Mugen Honda, 3
5. Ralf Schumacher, Williams-Supertec, 2
6. Jean Alesi, Sauber-Petronas, 1
7. Johnny Herbert, Stewart-Ford
8. Rubens Barrichello, Stewart-Ford
9. Jacques Villeneuve, BAR-Supertec
10. Alexander Wurz, Benetton-Playlife
11. Pedro Diniz, Sauber-Petronas
12. Ricardo Zonta, BAR-Supertec
13. Pedro de la Rosa, Arrows
14. Giancarlo Fisichella, Benetton-Playlife (varv 47, motor)

### Förare som bröt loppet
- Toranosuke Takagi, Arrows (varv 43, växellåda)
- Luca Badoer, Minardi-Ford (43, motor)
- David Coulthard, McLaren-Mercedes (39, hydraulik)
- Marc Gené, Minardi-Ford (31, växellåda)
- Damon Hill, Jordan-Mugen Honda (21, drog sig ur)
- Olivier Panis, Prost-Peugeot (19, generator)
- Jarno Trulli, Prost-Peugeot (3, motor)
- Alessandro Zanardi, Williams-Supertec (0, elsystem)

## VM-slutställning
| Förarmästerskapet 1. Mika Häkkinen, McLaren-Mercedes, 76 2. Eddie Irvine, Ferrari, 74 3. Heinz-Harald Frentzen, Jordan-Mugen Honda, 54 | Konstruktörsmästerskapet 1. Ferrari, 128 2. McLaren-Mercedes, 124 3. Jordan-Mugen Honda, 61 |